# Farewell My Summer Love (chanson)
Farewell My Summer Love est une chanson de Michael Jackson enregistrée en 1973 sous le label Motown. Elle est sortie en 1984 sur un album éponyme composé de chansons inédites.
Cette chanson témoigne de la grande maturité vocale déjà atteinte par le jeune Michael Jackson alors âgé de 15 ans. Sortie en single, la chanson se classe n° 7 au Royaume-Uni et n° 38 aux États-Unis.  